# Kathy Vanparys
Kathy Vanparys is een personage uit de Vlaamse politieserie Zone Stad en wordt gespeeld door Tine Van den Brande.

## Seizoen 4
Kathy is de nieuwe vaste wetsdokter van Zone Stad. Ze is getrouwd met Lucas, maar hun relatie loopt de laatste tijd allesbehalve goed. Ze begint dan ook een affaire met Tom.
De twee zoontjes van Kathy en Lucas worden ontvoerd. Gelukkig loopt alles goed af. Kathy en Lucas beseffen plots weer hoe hard ze elkaar nodig hebben, en breken respectievelijk met Tom en Fien.

## Seizoen 5
Kathy is nog steeds verliefd op Tom en besluit definitief een punt te zetten achter haar relatie met Lucas. Lucas reageert furieus en verbiedt haar om haar kinderen nog te zien. Uiteindelijk verzoenen ze zich min of meer met elkaar en gaat Lucas akkoord met de echtscheiding. Niet veel later vraagt zij Tom ten huwelijk.

## Seizoen 6
Kathy is woedend op Tom, nadat die haar voor het altaar heeft laten staan. Lucas ziet zijn kans en zoekt opnieuw toenadering tot haar, maar wordt afgewezen. 
Even later vertelt Kathy aan Tom en Lucas dat ze heeft besloten te verhuizen naar Kortrijk, dit tot ongenoegen van Lucas die bang is zijn kinderen niet meer te zien.

## Seizoen 8
Kathy keert terug en zoekt opnieuw toenadering tot Lucas. Lucas is dolblij en al snel worden ze weer een koppel. Veerle Goderis, de psychopate die haar pijlen op Lucas heeft gericht, krijgt lucht van de situatie en besluit Kathy te ontvoeren. Ze zorgt ervoor dat Kathy als gijzelaar wordt gebruikt door een suïcidale man. Wanneer het politieteam onder leiding van Lucas de gijzeling tot een goed einde probeert te brengen, loopt het toch fout en wordt Kathy neergeschoten. Ze bezwijkt ter plaatse aan haar verwondingen.